# Mystacella chrysoprocta
Mystacella chrysoprocta là một loài ruồi trong họ Tachinidae.